# Vor der Hardt (Beyenburg)
Vor der Hardt ist eine Ortslage im Wuppertaler Wohnquartier Beyenburg-Mitte im Stadtbezirk Langerfeld-Beyenburg.

## Geografie
Die Ortslage liegt auf 219 m ü. NHN an der gleichnamigen Straße im Bereich der Mündung des Hengstener Bachs in dem Beyenburger Stausee. Benachbarte Ortslagen sind Hengsten, die Beyenburger Freiheit, Steinhaus, Brückberg, Gangolfsberg, Mosblech und auf der anderen Wupperseite auf Ennepetaler Gebiet Fuhr, Ackersiepen und Schemm.

## Geschichte
1815/16 lebten sieben Einwohner im Ort. 1832 war Vor der Hardt Teil der Honschaft Walbrecken, die nun der Bürgermeisterei Lüttringhausen angehörte. Der laut der Statistik und Topographie des Regierungsbezirks Düsseldorf als Tagelöhnerwohnung bezeichnete Ort besaß zu dieser Zeit ein Wohnhaus. Zu dieser Zeit lebten 16 Einwohner im Ort, acht katholischen und acht evangelischen Glaubens.
Auf der Preußischen Uraufnahme von 1843 ist der Ort als An der Hardt verzeichnet. Im Gemeindelexikon für die Provinz Rheinland von 1888 werden ein Wohnhaus mit 15 Einwohnern angegeben.